# گولیلمو سگاتو
گولیلمو سگاتو (ایتالیایی: Guglielmo Segato; ۲۳ مارس ۱۹۰۶ – ۱۹ آوریل ۱۹۷۹) دوچرخه‌سوار اهل ایتالیا بود.
وی در مسابقات کشوری و بین‌المللی در مجموع برندهٔ ۱ مدال طلا، ۱ مدال نقره شده‌است.